# Alice Paul
Alice Stokes Paul (11 de janeiro de 1885 - 9 de julho de 1977) foi uma ativista norte-americana dos direitos da mulher, sufragista e feminista, e uma das principais líderes e estrategistas da campanha pela Décima Nona Emenda à Constituição dos EUA, que proíbe a discriminação sexual no direito de votar. 

## Carreira
Paul iniciou, e junto com Lucy Burns e outras, eventos estratégicos como a Procissão do Sufrágio Feminino e as Sentinelas Silenciosas, que faziam parte da campanha de sucesso que resultou na aprovação da emenda em 1920.
Treinada no ativismo britânico tendo Emmeline Pankhurst como ponto de referência, Paul vislumbrou a luta pelo sufrágio com medidas e formas radicais, longe da moderação da Associação Nacional do Sufrágio das Mulheres Americanas. Além disso, seu único objetivo era reformar a Constituição do país, em vez de realizar referendos por estado. Ela foi expulsa da associação em 1916 e fundou o Partido Nacional das Mulheres, com o qual ela continuou seu ativismo por mais de meio século.
Paul deu grande visibilidade ao movimento quando no dia anterior à posse presidencial de Woodrow Wilson em 1913, ela organizou um desfile na Pennsylvania Avenue, que realizou reivindicações pelo voto e teve comparecimento de mais de meio milhão de pessoas. Alguns anos mais tarde, quando o Presidente Wilson se recusou a fazer a emenda à Constituição ser discutida no Congresso, Paul decidiu fazer um piquete às portas da Casa Branca, que seria repetido todos os dias até que a alteração fosse aprovada. Isto teve grande cobertura da imprensa, especialmente os atos violentos que foram registrados para as manifestantes quando o país entrou na Primeira Guerra Mundial e as ativistas continuaram com a medida. Paul e outros ativistas foram presos e mantidos em condições insalubres. Como protesto, Paul fez uma greve de fome e foi forçada a se alimentar.
Após 1920, Paul passou meio século como líder do Partido Nacional da Mulher, e lutou pela Emenda dos Direitos Iguais (Equal Rights Amendment), escrita por Paul e Crystal Eastman, para garantir a igualdade constitucional para as mulheres. Ela conquistou um grande grau de sucesso com a inclusão das mulheres como grupo protegido contra a discriminação pela Lei dos Direitos Civis de 1964.